# Pachyphyllum bryophytum
Pachyphyllum bryophytum är en orkidéart som beskrevs av Rudolf Schlechter. Pachyphyllum bryophytum ingår i släktet Pachyphyllum och familjen orkidéer.
Artens utbredningsområde är Colombia. Inga underarter finns listade i Catalogue of Life.